# Чака-бей
Чака-бей или Чакан-бей (тур. Çaka Bey или тур. Çakan Bey; ср.-греч. Τζαχᾶς; — ум. 1092, 1093 или ок. 1095) — сельджукский эмир XI века, который создал независимый бейлик с центром в Смирне и управлял им с 1081 года до своей смерти.
Чака некоторое время жил пленником в Византии. Покинув Константинополь, он захватил Смирну и создал флот. С его помощью эмир захватил города Клазомены и Фокею. Затем Чака захватил острова Лесбос, Хиос, Самос, Кос и Родос. Он объявил себя императором (базилевсом). Дочь Чаки была женой сельджукского султана Рума Кылыч-Арслана, который по наущению византийцев убил тестя на пиру. Чака считается первым турецким адмиралом в истории, а датой создания турецкого флота считается 1081 год, когда Чака-бей основал свой флот.

## Имя
Для имени бея используются три варианта: Чака, Чага, Чакан (тур. Çaka, Çağa, Çakan). Самым распространённым является Чака. Эта версия базируется на том, как бея назвала в Алексиаде Анна Комнина: Чакас (греч. Τζαχᾶς). Профессор А. Н. Курат опубликовал в 1936 году работу «Чака, средневековый тюркский правитель Измира и близлежащих островов» (Çaka, Orta Zamanda İzmir ve Yakınındaki Adaların Türk Hâkimi). Именно выбор А. Куратом варианта «Чака» привело к широкому его распространению. В «Данышменд-наме» фигурирует эмир с именем Чавулдур Чака. Однако нет никаких сведений о том, что такое имя использовалось в турецком языке XI века. Вариант «Чага» тоже неверный. Слово «çaga» в значении «маленький, младенец, ребёнок» используется в некоторых местах в Восточной Анатолии, однако корень имеет монгольское происхождение и отсутствует в турецком языке XI века.
Вариант имени «Чакан» выдвинул профессор Л. Расони, известный своими исследованиями тюркских имён. По его мнению, Анна Комнина написала его имя как Чакас, а не как Чакан из-за склонности греческих авторов приводить имена к привычному для грека виду. В турецком языке, по словам профессора И. Кафесоглу, имена, происходящие от глаголов, образуются с помощью суффикса «an». Например, Бозан (знаменитый полководец периода султана Мелик-шаха), Ягисиян (правитель Антакьи), Ягибасан (Данишмендид). Л. Расони отметил, что в греческом языке в именительном падеже слово оканчивается на s, а в винительном падеже — на n. Средневековые греческие писатели имели обыкновение убирать n из иностранных существительных и заменять её на s (особенно это касалось тюркских имён): Кугхас вместо Кюнхан, Арслас вместо Арслан, Зайтас или Золтас вместо Султан, Солумас вместо Сулейман. Поэтому правильной формой имени является «Чакан».

## Биография

### Ранние годы
Чака, вероятно, происходил из огузского клана чавулдур. Он был одним из эмиров, отправленных Алп-Арсланом для завоевания Анатолии после битвы при Манзикерте. Согласно «Данишменд-наме», Чака находился при эмире по имени «султан Турасан» (Тур Хасан). С 20-тысячным войском Турасан отделился от Данишменда, находившегося в Кайсери, и отправился в набег на Константинополь. Вместе с ним отправился и Чака. По словам Анны Комниной, между 1078 и 1081 годами, во время войны византийцев с туркоманами в Анатолии, византийский военачальник Кавалика Александр взял в плен одного из туркменских вождей, Чаку, в то время бывшего ещё юным (в 1078 году, по мнению Х. Иналджика). Византийский полководец отправил пленника к императору Никифору Вотаниату, который дал Чаке титул «Протоновелиссим» и оставил во дворце. Поскольку Анна Комнина упоминала, что Чака в более поздний период жизни декламировал Гомера, можно сделать вывод, что он выучил греческий язык достаточно хорошо.
Анна Комнина писала, что Никифор Вотаниат предоставил Чаке множество привилегий, хотя она не уточняла, что они из себя представляли. Считается, что Чака занимал очень хорошее положение в византийском дворце. Возможно, с ним было много туркменов. Восшествие в 1081 году на престол Византии нового императора Алексея Комнина полностью изменило положение Чаки. По неуказанной причине новый император лишил Чаку всех привилегий, данных ему Вотаниатом.

### Захват Смирны
Следующее упоминание Чаки относится уже к периоду его жизни в Смирне, где он был беем свободного бейлика. В это время на Балканах возникла большая опасность для Византийской империи — печенеги. Они совершили набег на Византию, несмотря на 30-летний мир, заключённый в 1053 году. Необходимость сдерживать печенегов помешала византийскому императору контролировать территории в Анатолии. Это позволило туркменам за короткий период времени захватить византийские земли в Азии. С 8000 воинов Чака напал на Смирну и захватил её у византийцев. Точная дата этого события неизвестна, приблизительно его можно датировать периодом после 1081 года. Примерно в то же время или чуть раньше ещё один туркменский бей, Таннвермыш, захватил расположенный недалеко от Смирны Эфес.
Чака понимал, что для победы над Византией необходимо иметь сильный флот. Поэтому после захвата Смирны он начал строительство судов. В построенном им с помощью греческих мастеров первом туркменском флоте было сорок кораблей. Флот был создан за короткое время в 1081 году, благодаря организаторским способностям Чаки, он достиг уровня, при котором мог побеждать византийский. С ним Чака начал завоевание прибрежных византийских городов.

### Завоевания при помощи флота
Первым захваченным с помощью флота городом были Клазомены. С суши флоту помогала армия. Затем была завоёвана Фокея. Затем Чака захватил острова. Первым из них, в 1089 году, был Лесбос. Чака предъявил ультиматум правителю города Алопу и потребовал отдать ему город без боя, угрожая полным разорением. После этого Алоп ночью сёл на корабль и отплыл в Константинополь. Чака с первой же атаки взял город Митилини. Однако город Митимна, расположенный на другом конце острова, имел крепкие стены и не попал в руки тюрок. В 1090 году флот Чаки напал на остров Хиос. В византийском отряде на Хиосе были рыцари из Фландрии. Анна Комнина сообщала, что лучники Чаки целились в их лошадей и поражали малоподвижных рыцарей в тяжёлых доспехах, когда те спешивались. Любопытно, что эту тактику применил Баязид I против рыцарей в 1396 году.
Византийские войска бежали на свои корабли и укрылись. Чака захватил несколько византийских кораблей и встретился с адмиралом Далассином. На встрече бей заявил, что отдаст острова, если император даст ему византийские титулы и даст свою дочь в жёны. В конце разговора бей прочитал стихи Гомера. Чака вернулся в Смирну за новыми силами и прибыл с ними на Хиос, взял Хиосский замок, а оттуда направился на Лесбос. По мнению А. Н. Курата, эти события произошли в 1090 году, до того, как печенеги подошли к стенам Константинополя. Вали (губернатором) Лесбоса Чака-бей назначил своего брата (или сына) Галабача (Ялвача). Есть свидетельства того, что Самос, Кос и Родос также были захвачены Чакой. Однако не ясно, были ли они взяты сразу после завоевания Лесбоса и Хиоса или же позднее.
Алексей Комнин послал одного из командиров по имени Никита Кастамонит с флотом, чтобы вернуть острова и города, захваченные Чакой, но тот потопил или захватил большинство византийских судов и выиграл морское сражение. Чака-бей планировал захватить Константинополь. Он заключил союз с правившим в Никее Абуль-Касымом и с печенегами. Однако, затем, когда Мелик-шах послал эмира Борсуки на Абуль-Касыма, в союзе с Чакой остались лишь печенеги.
Растущая сила Чаки-бея на море начала беспокоить Византию. Сначала император подготовил большой флот и вернул Хиос. Затем он разными способами пробовал разорвать союз туркменских эмиров. Увидев, что пора атаковать Византию, Чака-бей сообщил печенегам, что они должны выступить против Византии. Сам он прибыл в Галлиполи со своим флотом. Император же объединил силы с половцами. При их помощи византийская армия 29 апреля 1091 года напала у Марицы на поджидавших Чаку печенегов. В битве при Левунионе печенеги потерпели полное поражение. Греки и половцы вырезали печенегов, не жалея даже женщин и детей. Племя было почти уничтожено в этой битве.
Несмотря на это, в 1091 году, по словам Анны Комниной, Чака-бей объявил себя императором (базилевсом). За короткое время он укрепил свой флот, и его целью всё ещё было нападение на Константинополь.
Чтобы спасти Лесбос, византийский император весной 1092 года отправил в Смирну армию по суше и флот по морю. После начала высадки византийцев на Лесбос в 1092 году Чака-бей поспешил на помощь своему брату (сыну) Галабачу. Начались ожесточённые бои. Осада города византийскими армией и флотом, продолжавшаяся три месяца, не увенчалась успехом, Чака-бей, который понял, что не может больше держаться, согласился сдать Лесбос Византии при условии, что его солдаты без помех покинут остров. Однако византийские командиры не выполнили условия капитуляции, и, пока туркмены эвакуировались с острова, они внезапной атакой уничтожили флот Чака-бея. Через некоторое время остров Самос тоже перешёл в руки Византии.
В 1092 году Чака-бей воспользовался восстаниями против Византии на островах Крит и Кипр, предпринял наземные действия и двинулся к Дарданеллам. Помимо завоевания Адрамиттия, таможенного города на азиатской стороне Босфора, он осадил Абидос, а также начал подготовку к отправке флота из Смирны в Дарданеллы.

### Союз с Кылыч-Арсланом
Чака попытался укрепить своё положение и отдал свою дочь замуж за молодого анатолийского сельджукского султана Кылыч-Арслана. Объединённые силы перешли в наступление на Византию. Бейлербей Ильхан Мухаммед вторгся в район озера Улубат и полуострова Капидаг. Хотя император Алексей послал армию с моря против тюркских войск, эта армия была разбита Ильханом. Однако другая армия, посланная императором с суши, разбила и захватила Ильхана. Император Алексей Комнин, отправляя флот под командованием адмирала Далассина против Чаки-бея, написал в письме султану, что Чака присоединился к Римской империи против султана. Этим император разбудил в султане подозрения. Чака-бей начал наступление в направлении Чанаккале из Смирны. Эта армия осадила Абидос, который обеспечивал безопасность Византии. Кылыч-Арслан, который держал побережье Мраморного моря под своим господством, счёл экспансию Чака-бея опасной для его собственной безопасности. Кылыч-Аслан не знал о том, что византийский император писал христианским правителям Европы и папе Римскому с просьбой о помощи против мусульман, и потому вступил с ним в союз. Когда армия крестоносцев уже собиралась прийти на помощь византийскому императору, Кылыч-Арслан вывел против осаждавшего Абидос Чаки всю свою армию. Византийский флот блокировал побережье у Абидоса. Флот Чаки не смог выступить из-за нехватки экипажа. Оказавшись между императором и султаном, Чака вступил в переговоры с Кылыч-Асланом.

### Убийство
Чака-бей обратился к Кылыч-Арслану с предложением объединить силы, и тот дал согласие, однако начал приготовления к убийству. Вскоре Чака-бей отправился к султану, который радушно принял тестя, напоил его и заколол его после пира в его честь, когда тот опьянел. Анна Комнина называла 1097 год временем убийства Чаки, но эта датировка вступает в противоречие с тем, что Кылыч-Арслан начал в 1096 году осаду Мелитены. Он не мог отправиться на восток, не решив вопрос Чаки и не обезопасив себя миром с Византией. По этой причине убийство Чаки принято относить ко времени не позднее 1095 года.
Место захоронения Чаки неизвестно. Поскольку он был убит в Абидосе, его могила тоже должна быть там.
Наследовал Чаке Галабач (Ялвач), его сын (или брат), который не обладал «ни его интеллектом, ни его амбициями». В 1097 году дочь Чаки прибыла в Смирну на византийском судне. Она была взята в плен византийцами в Никее и передала по повелению византийского императора Галабачу, что император захватил Никею, а её муж (Кылыч-Арслан) потерпел поражение. Галабач сдал византийцам Смирну и отправился к Кылыч-Арслану вместе с сестрой (племянницей). Эмират Смирны прекратил существование.

## Личность
Далассин описывал Чаку как «лживого и неверного». С. Рансимен считал Чаку «более честолюбивым, чем большинство его соотечественников». А. Маалуф назвал его «амбициозным» и «гениальным искателем приключений» и характеризовал как «блистательного и умного, великолепного оратора». Турецкий историк М. Илгурель называл Чаку «самым могущественным деятелем Анатолии» того периода и «первым турецким моряком». А. Курат назвал достижения Чаки великими, а самого Чаку — героическим турецким вождём. По его мнению, Чака был талантливым организатором и искусным полководцем. Он за короткое время создал военно-морской флот. Чака считается первым турецким адмиралом в истории, а датой создания турецкого флота считается 1081 год. Убийство Чаки и уничтожение его флота облегчили крестоносцам проникновение в Анатолию.